# Discografie van SFB
Hieronder volgt de discografie van de Nederlandse rapformatie SFB, met name hun albums en hun nummers met een notering in een hitlijst. 

## Albums
| Album                                       | Verschijnen      | Label     | Hitlijsten | Hitlijsten | Hitlijsten | Hitlijsten | Opmerkingen                      |
| Album                                       | Verschijnen      | Label     | BE (VL)    | BE (VL)    | NL         | NL         | Opmerkingen                      |
| Album                                       | Verschijnen      | Label     | Piek       | Weken      | Piek       | Weken      | Opmerkingen                      |
| ------------------------------------------- | ---------------- | --------- | ---------- | ---------- | ---------- | ---------- | -------------------------------- |
| Reset the levels II - Boulevard             | 4 december 2015  | Top Notch | —          | —          | 13         | 4          | Studioalbum                      |
| Lituatie (met Glowinthedark en Philly Moré) | 27 mei 2016      | Top Notch | —          | —          | 2          | 87         | Studioalbum                      |
| 77 nachten                                  | 7 juli 2017      | Top Notch | 27         | 19         | 1 (1 wk)   | 115        | Studioalbum / Goud in Nederland  |
| Reset the levels III                        | 4 mei 2018       | Top Notch | 22         | 11         | 1 (1 wk)   | 44         | Studioalbum ./ Goud in Nederland |
| Reset the levels IV                         | 11 november 2022 | Top Notch | 45         | 2          | 7          | 9          | Studioalbum                      |

## Nummers met notering(en) in een hitlijst
| Lied                                                               | Verschijnen      | Album                                  | Hitlijsten | Hitlijsten | Hitlijsten  | Hitlijsten  | Hitlijsten   | Hitlijsten   | Opmerkingen                   |
| Lied                                                               | Verschijnen      | Album                                  | BE (VL)    | BE (VL)    | NL (Top 40) | NL (Top 40) | NL (Top 100) | NL (Top 100) | Opmerkingen                   |
| Lied                                                               | Verschijnen      | Album                                  | Piek       | Weken      | Piek        | Weken       | Piek         | Weken        | Opmerkingen                   |
| ------------------------------------------------------------------ | ---------------- | -------------------------------------- | ---------- | ---------- | ----------- | ----------- | ------------ | ------------ | ----------------------------- |
| Nigga als ik (met Ronnie Flex)                                     | 3 april 2015     | New wave (van New Wave)                | —          | —          | —           | —           | 58           | 13           | Platina in Nederland          |
| Investeren in de liefde (met Ronnie Flex, Lil' Kleine en Bokoesam) | 7 april 2015     | New wave (van New Wave)                | —          | —          | tip1        | —           | 22           | 48           | Driemaal platina in Nederland |
| Strangers                                                          | 21 november 2015 | Reset the levels II - Boulevard        | —          | —          | —           | —           | 35           | 12           | Goud in Nederland             |
| Nu sta je hier (met Ronnie Flex en Broederliefde)                  | 4 december 2015  | Reset the levels II - Boulevard        | —          | —          | 16          | 8           | 12           | 27           | Dubbelplatina in Nederland    |
| My life (met Glowinthedark)                                        | 4 december 2015  | Reset the levels II - Boulevard        | —          | —          | —           | —           | 75           | 1            |                               |
| Say no more (met Sevn Alias)                                       | 4 december 2015  | Reset the levels II - Boulevard        | —          | —          | —           | —           | 76           | 1            |                               |
| Elleke keer (met Glowinthedark en Philly Moré)                     | 20 april 2016    | Lituatie                               | —          | —          | —           | —           | 100          | 1            |                               |
| Dansen op Labanta (met Glowinthedark en Philly Moré)               | 27 mei 2016      | Lituatie                               | —          | —          | tip12       | —           | 16           | 44           | Platina in Nederland          |
| Wekker (met Glowinthedark)                                         | 27 mei 2016      | Lituatie                               | —          | —          | —           | —           | 81           | 2            |                               |
| Belazerd (met Glowinthedark, Philly Moré en Lil' Kleine)           | 27 mei 2016      | Lituatie                               | —          | —          | —           | —           | 45           | 13           | Goud in Nederland             |
| Met je zijn (met Glowinthedark, Philly Moré en Ronnie Flex)        | 27 mei 2016      | Lituatie                               | —          | —          | —           | —           | 55           | 3            |                               |
| Anders (met Glowinthedark, Philly Moré en Emms)                    | 27 mei 2016      | Lituatie                               | —          | —          | —           | —           | 57           | 5            | Goud in Nederland             |
| Onderweg naar morgen (met Glowinthedark en Philly Moré)            | 27 mei 2016      | Lituatie                               | —          | —          | —           | —           | 77           | 1            |                               |
| Credo santana (met Glowinthedark en Ronnie Flex)                   | 27 mei 2016      | Lituatie                               | —          | —          | —           | —           | 79           | 1            |                               |
| Wat doe jij (met Glowinthedark)                                    | 27 mei 2016      | Lituatie                               | —          | —          | —           | —           | 83           | 1            |                               |
| Ik kom eraan (met Glowinthedark en Philly Moré)                    | 27 mei 2016      | Lituatie                               | —          | —          | —           | —           | 95           | 1            |                               |
| Fine China (met Glowinthedark)                                     | 27 mei 2016      | Lituatie                               | —          | —          | —           | —           | 96           | 1            |                               |
| Bleed 4 de fam (met Wibi Soerjadi)                                 | 31 augustus 2016 | Geen oog dichtgedaan (van Frenna)      | —          | —          | —           | —           | 64           | 3            |                               |
| Don't you know                                                     | 19 mei 2017      | 77 nachten                             | —          | —          | —           | —           | 12           | 14           | Platina in Nederland          |
| Badman flex (met Jonna Fraser)                                     | 7 juni 2017      | 77 nachten                             | —          | —          | —           | —           | 33           | 8            | Goud in Nederland             |
| Way it goes                                                        | 16 juni 2017     | 77 nachten                             | tip        | —          | tip2        | —           | 4            | 23           | Dubbelplatina in Nederland    |
| On lock                                                            | 30 juni 2017     | 77 nachten                             | —          | —          | —           | —           | 24           | 5            | Goud in Nederland             |
| Lovely body (met Ronnie Flex)                                      | 5 juli 2017      | 77 nachten                             | tip        | —          | tip2        | —           | 4            | 36           | Driemaal platina in Nederland |
| Hope & pray (met Lijpe en Boef)                                    | 7 juli 2017      | 77 nachten                             | —          | —          | —           | —           | 20           | 6            | Goud in Nederland             |
| Pon road (met Sevn Alias)                                          | 7 juli 2017      | 77 nachten                             | —          | —          | —           | —           | 30           | 13           | Goud in Nederland             |
| Heethoofd                                                          | 7 juli 2017      | 77 nachten                             | —          | —          | —           | —           | 43           | 2            |                               |
| Dem say                                                            | 7 juli 2017      | 77 nachten                             | —          | —          | —           | —           | 47           | 2            |                               |
| Only one (met Tabitha)                                             | 7 juli 2017      | 77 nachten                             | —          | —          | —           | —           | 50           | 2            |                               |
| 25 to life (met Jayh)                                              | 7 juli 2017      | 77 nachten                             | —          | —          | —           | —           | 51           | 2            | Goud in Nederland             |
| Santa Boma                                                         | 7 juli 2017      | 77 nachten                             | —          | —          | —           | —           | 53           | 1            |                               |
| Yes!                                                               | 7 juli 2017      | 77 nachten                             | —          | —          | —           | —           | 58           | 1            |                               |
| Switch sides (met Jonna Fraser)                                    | 7 juli 2017      | 77 nachten                             | —          | —          | —           | —           | 62           | 1            |                               |
| Walk away (met Frenna en Diquenza)                                 | 26 januari 2018  | We don't stop (van Frenna en Diquenza) | —          | —          | —           | —           | 41           | 2            |                               |
| One time (met Ronnie Flex)                                         | 16 februari 2018 | Reset the levels III                   | tip        | —          | tip2        | —           | 7            | 14           | Platina in Nederland          |
| Machine (met Philly Moré en F1rstman)                              | 23 maart 2018    | Reset the levels III                   | tip        | —          | —           | —           | 14           | 11           | Goud in Nederland             |
| Drip (met Dopebwoy en Leafs)                                       | 30 maart 2018    | Reset the levels III                   | tip        | —          | tip4        | —           | 4            | 15           | Platina in Nederland          |
| Shutdown (met Murda en Spanker)                                    | 25 april 2018    | Reset the levels III                   | tip        | —          | tip2        | —           | 5            | 22           | Platina in Nederland          |
| Mandingo                                                           | 4 mei 2018       | Reset the levels III                   | —          | —          | —           | —           | 21           | 6            |                               |
| Niet normaal (met Zefanio)                                         | 4 mei 2018       | Reset the levels III                   | —          | —          | —           | —           | 32           | 3            |                               |
| Geen seconde rust                                                  | 4 mei 2018       | Reset the levels III                   | —          | —          | —           | —           | 44           | 2            |                               |
| Sirene (met Jonna Fraser)                                          | 4 mei 2018       | Reset the levels III                   | —          | —          | —           | —           | 45           | 2            |                               |
| Cash (met Josylvio)                                                | 4 mei 2018       | Reset the levels III                   | —          | —          | —           | —           | 58           | 1            |                               |
| Murderer                                                           | 4 mei 2018       | Reset the levels III                   | —          | —          | —           | —           | 65           | 1            |                               |
| Appel                                                              | 4 mei 2018       | Reset the levels III                   | —          | —          | —           | —           | 73           | 1            |                               |
| Veel toneel (met Rabby Racks)                                      | 4 mei 2018       | Reset the levels III                   | —          | —          | —           | —           | 83           | 1            |                               |
| Fallin' (met Idaly en Ronnie Flex)                                 | 21 december 2018 | Idaly (van Idaly)                      | —          | —          | tip1        | —           | 15           | 16           | Platina in Nederland          |
| Hup (met Bizzey)                                                   | 7 juni 2019      | Tido (van Bizzey)                      | —          | —          | tip2        | —           | 10           | 17           | Goud in Nederland             |
| Legendary (met Spanker)                                            | 20 april 2020    | Spanker sessions (van Spanker)         | —          | —          | —           | —           | 54           | 3            |                               |
| Rutte                                                              | 15 mei 2020      | —                                      | —          | —          | —           | —           | 38           | 3            |                               |
| Fuck it up (met Murda)                                             | 7 augustus 2020  | —                                      | —          | —          | —           | —           | 46           | 2            |                               |
| Anyway (met Ronnie Flex)                                           | 27 augustus 2020 | —                                      | —          | —          | —           | —           | 42           | 2            |                               |
| 100 bottles                                                        | 11 november 2022 | Reset the levels IV                    | —          | —          | —           | —           | 44           | 2            |                               |
| Baby mama drama (met Murda)                                        | 11 november 2022 | Reset the levels IV                    | —          | —          | —           | —           | 62           | 1            |                               |
| Tat tat (met Memphis Depay en Quincy Promes)                       | 11 november 2022 | Reset the levels IV                    | —          | —          | —           | —           | 64           | 1            |                               |